# جان کلریج، نخستین بارون کلریج
جان کُـلریج (انگلیسی: John Coleridge؛ ۳ دسامبر ۱۸۲۰ – ۱۴ ژوئن ۱۸۹۴) سیاستمدار، وکیل و قاضی اهل پادشاهی متحد بریتانیای کبیر و ایرلند بود. وی نوه برادرزاده شاعر بریتانیایی سمیوئل تیلور کلریج بود. کلریج عضو حزب لیبرال بریتانیا بود و از سال ۱۸۶۵ نمایندهٔ مجلس عوام بریتانیا شد.
کُـلریج مناصب مهمی همچون وکیل کل انگلستان، دادستان کل انگلستان، رئیس دادگاه‌های عمومی کشور و رئیس کل دادگستری انگلستان را بر عهده داشت و از سال ۱۸۵۱ عضو «انجمن کانتربری» بود. او را به عنوان حامی «قاطع و ثابت» حق رای زنان توصیف نموده‌اند.
وی همچنین برندهٔ جوایزی همچون شوالیه و همکار انجمن سلطنتی شده‌است.